# 沃倫 (緬因州)
沃倫（英語：Warren）是一個位於美國緬因州諾克斯縣的鎮。

## 人口
根據2020年美國人口普查的數據，沃倫的面積為126.26平方千米，當中陸地面積為120.36平方千米，而水域面積為5.90平方千米。當地共有人口4865人，而人口密度為每平方千米39人。